# 2023 en badminton
| Années du badminton : 2020 - 2021 - 2022 - 2023 - 2024 - 2025 - 2026    |
| Décennies du badminton : 1990 - 2000 - 2010 - 2020 - 2030 - 2040 - 2050 |

Cet article présente les faits marquants de l'année 2023 en badminton.

## Évènements

### Championnats internationaux
- Championnats du monde de badminton 2023
  - Simple hommes aux championnats du monde de badminton 2023
  - Simple dames aux championnats du monde de badminton 2023
  - Double hommes aux championnats du monde de badminton 2023
  - Double dames aux championnats du monde de badminton 2023
  - Double mixte aux championnats du monde de badminton 2023

- Sudirman Cup 2023

### Championnats continentaux
- Championnats d'Afrique de badminton 2023 (individuels) et par équipes mixtes
- Badminton aux Jeux européens de 2023 (championnats individuels) et par équipes mixtes
- Championnats d'Asie de badminton 2023 (individuels et par équipes mixtes)
- Championnats d'Océanie de badminton 2023 (individuels et par équipes mixtes)
- Championnats panaméricains de badminton 2023 (individuels et par équipes mixtes)
- Badminton aux Jeux panaméricains de 2023

### Autres compétitions majeures
- Saison 2023 du BWF World Tour
- Championnats du monde junior de badminton 2023
- Badminton aux Jeux africains de 2023 (décalés en 2024)